# ۱۲۰۰ (میلادی)
۱۲۰۰ (میلادی) هزار و دویستمین سال تقویم میلادی است.

## مناسبت‌ها

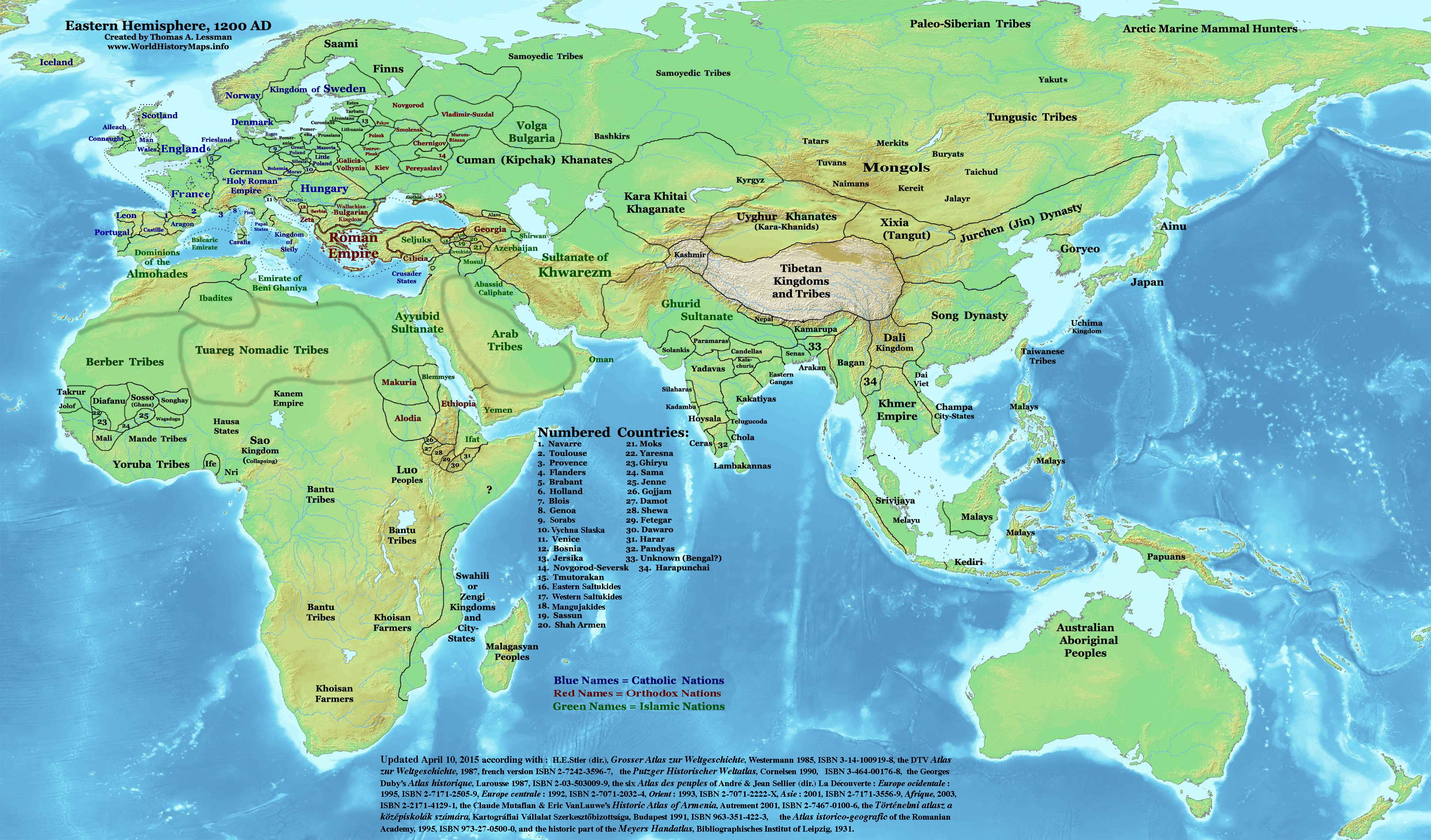
نقشه کشورها در سال ۱۲۰۰ میلادی قبل از حمله مغول‌ها

## درگذشتگان
‎